# San Antonio Unido
Club Social y Deportivo San Antonio Unido – chilijski klub piłkarski z siedzibą w mieście San Antonio leżącym w regionie Valparaíso (tzw. region V).

## Osiągnięcia
- Wicemistrz drugiej ligi chilijskiej (Primera B): 1962

## Historia
Klub założony został 21 lipca 1961 roku i obecnie gra w trzeciej lidze chilijskiej (Tercera división chilena).